# Eleccions legislatives malteses de 1966

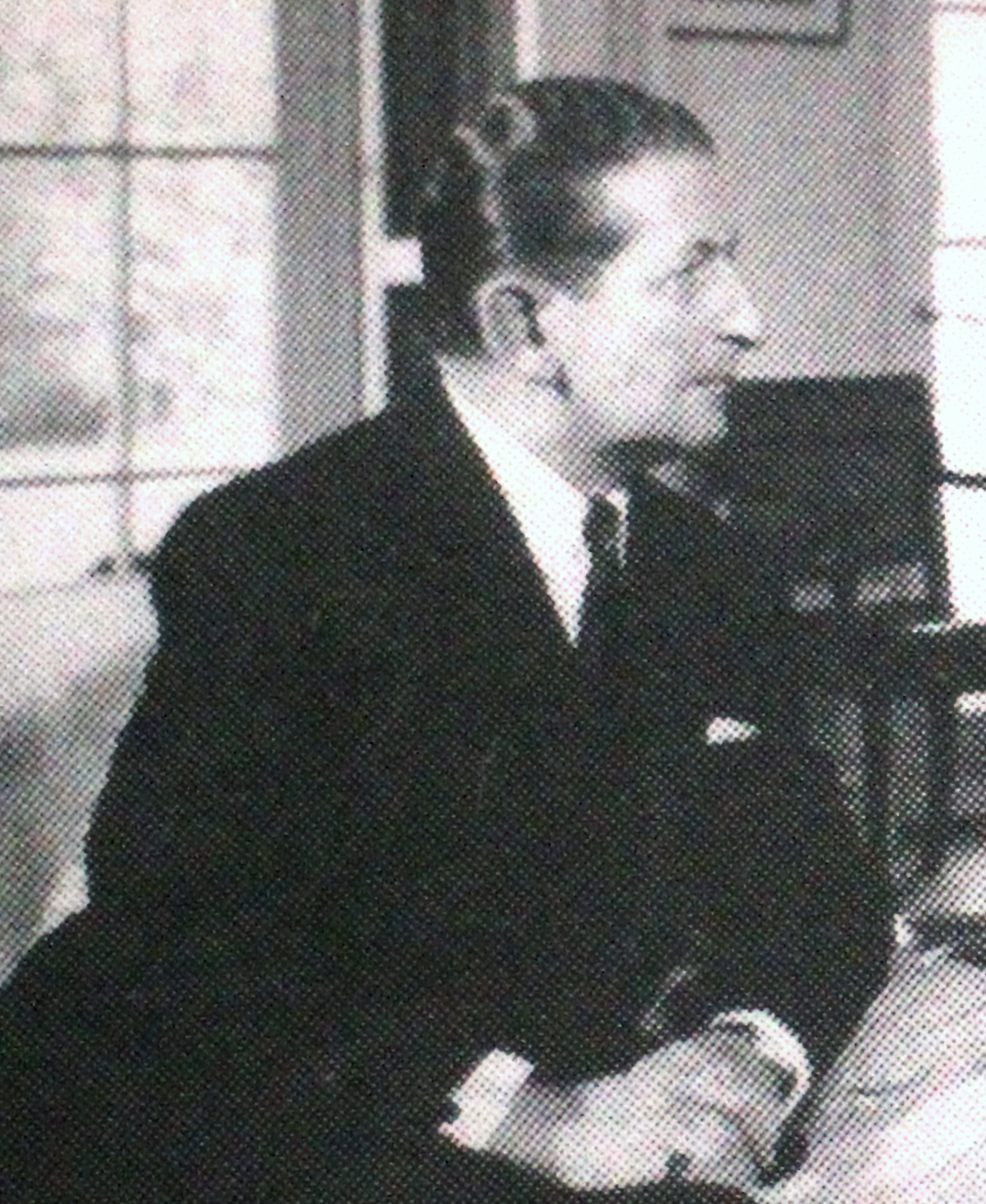
Imatge de George Borg Olivier, nomenat Primer Ministre de Malta.

Les Eleccions legislatives malteses de 1966 es van celebrar el 28 de març de 1966. Va guanyar el Partit Nacionalista i el seu cap George Borg Olivier fou nomenat primer ministre.

## Resultats
Resum dels resultats electorals de 28 de març de 1966 a la Cambra de Diputats de Malta
|                                                                                         | Partit Nacionalista Partit Nazzjonalista | 68.656  | 47,9  | 28 | - |
|                                                                                         | Partit Laborista Partit Laburista        | 61.776  | 43,1  | 22 | - |
|                                                                                         | Partit dels Treballadors Cristians       | 8.594   | 6,0   | -  | - |
|                                                                                         | Partit Progressista Constitucional       | 2.086   | 1,5   | -  | - |
|                                                                                         | Partit Democràtic Nacionalista           | 1.845   | 1,3   | -  | - |
|                                                                                         | Total (participació 88,8%)               | 147.347 | 100.0 | 55 |   |
| Font: «Malta Elections». Arxivat de l'original el 2005-12-31. [Consulta: 15 juny 2009]. |                                          |         |       |    |   |